# Scott Daly
Scott Daly (Downers Grove, 7 febbraio 1994) è un giocatore di football americano statunitense che milita nel ruolo di long snapper per i Chicago Bears della National Football League (NFL).

## Carriera

### Chicago Bears
Daly non fu selezionato nel Draft NFL 2017. Fu invitato per partecipare a un provino al minicamp dei rookie dei Chicago Bears in maggio. I Bears tuttavia non gli offrirono un contratto e Daly passò tutta la stagione 2017 fuori dai campi di football.

### Dallas Cowboys
Il 16 aprile 2018 Daly firmò come free agent con i Dallas Cowboys. Il 1º settembre fu svincolato dopo non essere riuscito a superare il veterano L.P. Ladouceur come titolare.

### San Antonio Commanders
Il 26 ottobre 2018 Daly firmò con i San Antonio Commanders della Alliance of American Football. Giocò con la squadra fino al fallimento della lega nell’aprile 2019.

### New York Guardians
Nell’ottobre 2019 Daly fu scelto dai New York Guardians della XFL nel Draft. Il suo contratto terminò quando la lega sospese le operazioni il 10 aprile 2020.

### Detroit Lions
Il 4 maggio 2021 Daly firmò come free agent con i Detroit Lions. Riuscì a imporsi come long snapper titolare superando il veterano di 17 stagioni Don Muhlbach.

### Chicago Bears
Il 29 agosto 2024 Daly firmò con la squadra di allenamento dei Chicago Bears.